# Pilares de Açoca

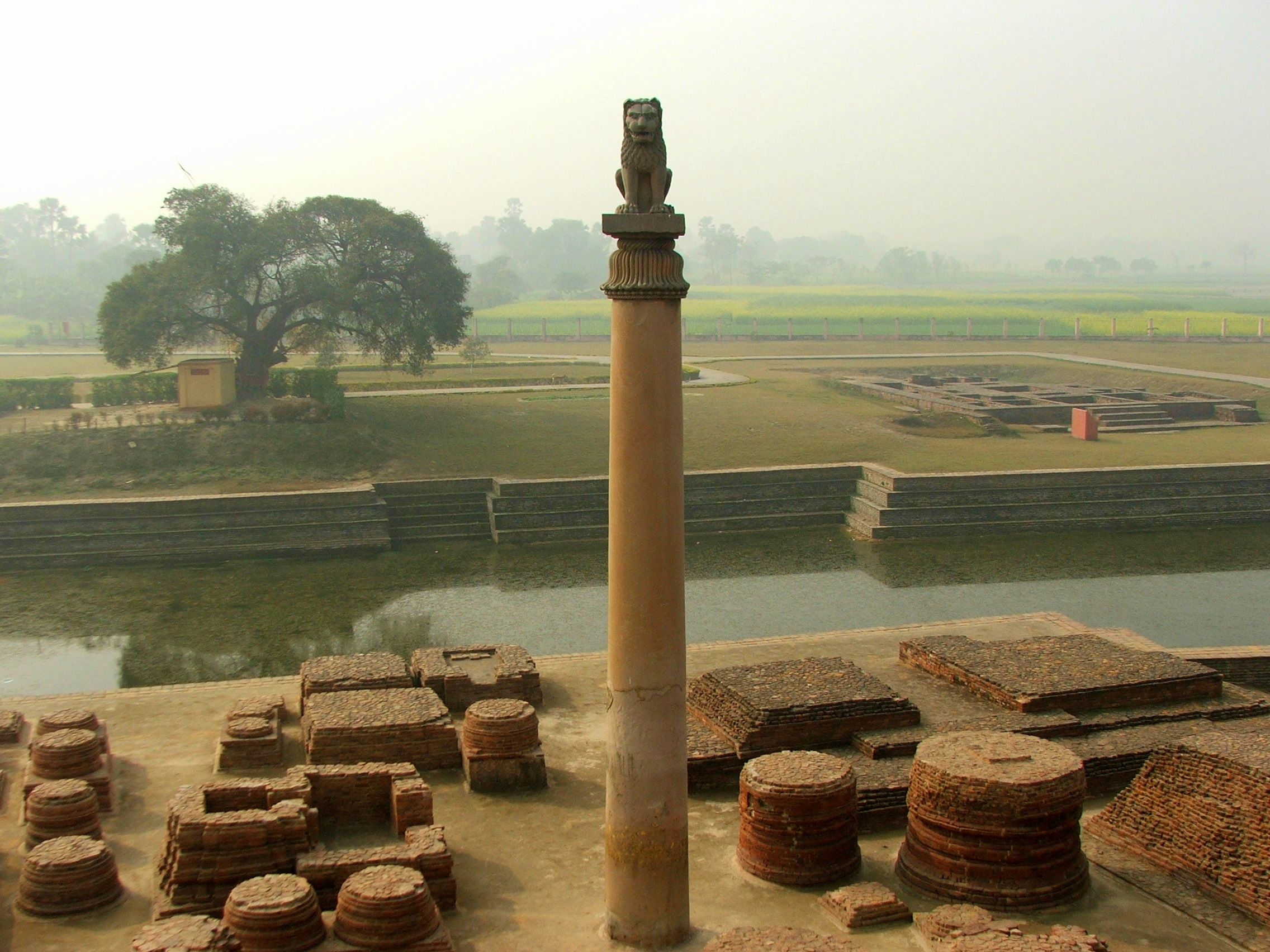
Vista do Pilar de Açoca em Vaishali

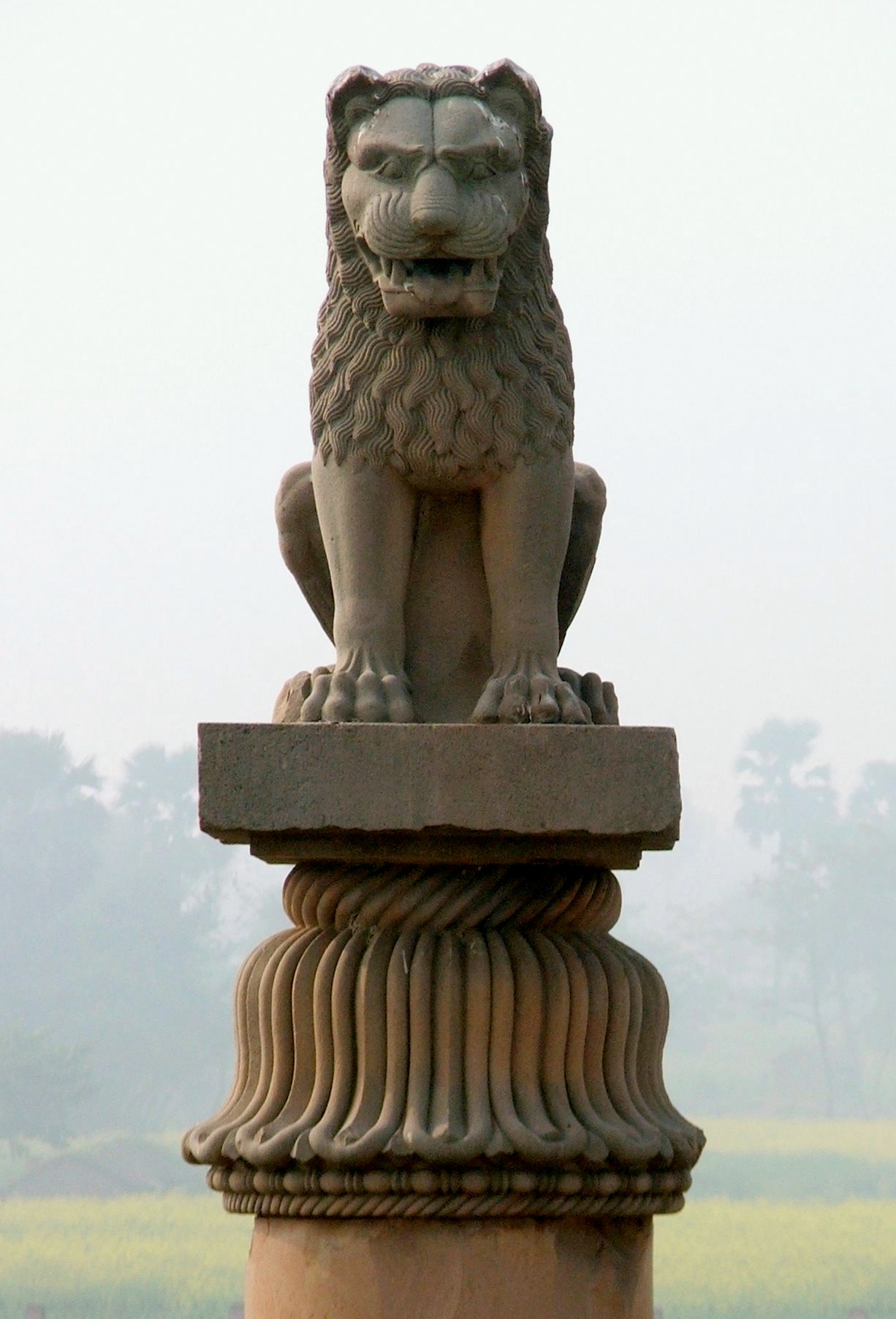
Vista do topo de um dos pilares, no qual se encontra um Capitel do Leão de Açoca

Os Pilares de Açoca ou Asoca, são uma série de colunas dispersas por todo o norte do subcontinente indiano e erguida pelo imperador máuria Açoca, durante o seu reinado no século III a.C.. Inicialmente, os pilares de Açoca deveriam ser muitos, embora apenas dez com inscrições ainda existem. Medindo entre quarenta e cinquenta pés de altura, e pesando em torno de cinquenta toneladas cada, todos os pilares foram apedrejados em Chunar, sul de Varanasi e arrastados, algumas vezes centenas de quilômetros de onde foram erguidos.
1. ↑  Machado, José Pedro (1993) [1984]. Dicionário Onomástico Etimológico da Língua Portuguesa. I 2.ª ed. 2.ª ed. Lisboa: Horizonte / Confluência. p. 42. ISBN 972-24-0842-9
2. ↑  SCHULBERG, L. Índia histórica. Tradução de J. A. Pinheiro de Lemos. Rio de Janeiro. Livraria José Olympio Editora. 1979. p. 162.